# Лорі Сірінґ
Лорі Сірінґ (англ. Lauri Siering, 23 лютого 1957) — американська плавчиня.
Призерка Олімпійських Ігор 1976 року.
Переможниця Панамериканських ігор 1975 року.